# 中央大学 (印度)

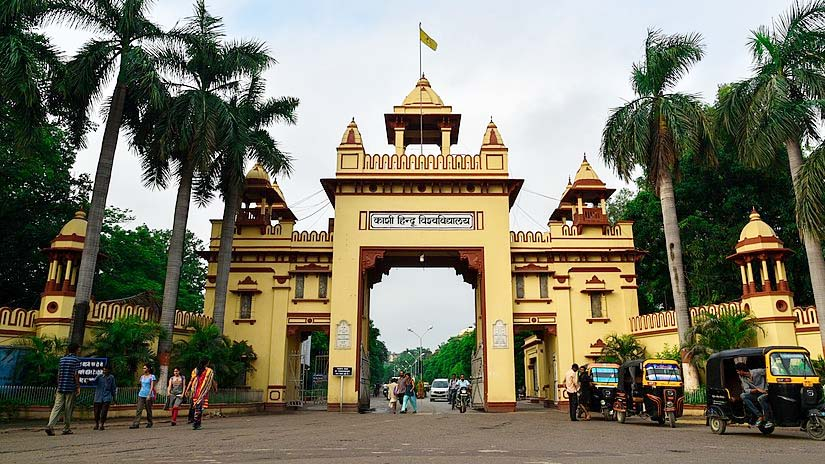
贝拿勒斯印度大学是印度的第一所中央大学

中央大学（Central university）是印度政府设立的一种公立大学类型。大部分中央大学隶属于印度教育部高等教育司，少部分属于其他部委管辖。它们由大學撥款委員會资助，受《2009年中央大学法》（Central Universities Act, 2009）约束。
印度现有54所中央大学，分布于印度的各个邦，其中北方邦最多，共有六所。